# MP28衝鋒槍
MP28（德語：Maschinenpistole 28，意為：28型衝鋒槍）是第一次世界大战以後一款由時為魏瑪共和國的雨果·施邁瑟所研發、海內爾所生產的冲锋枪，是MP18衝鋒槍的改進型，沿用其反沖作用和開放式槍栓，但新增了快慢機和使用32發（和後來的20發）可拆卸式彈匣供彈，主要發射9×19毫米帕拉貝倫口徑手枪子彈。

## 歷史
MP18衝鋒槍問世時雖然受溫徹斯特M1897泵動式霰彈槍所壓制對一戰戰局沒有決定性影響，但已引起協約國方面視為重大威脅。一戰後簽訂的凡尔赛条约中，作為戰敗國的德國的軍隊不得持有衝鋒槍類武器，戰前生產的MP18衝鋒槍只能交由德國（威瑪共和國）警方使用。為避免違反凡爾賽和約的有關禁令，MP18/I型衝鋒槍的許可權也轉讓給比利時的Bayard與瑞士工業公司等企業授權生產，但也因而確立了雨果·施邁瑟傳奇般的名譽，他已經以作為其研製的衝鋒槍的槍械設計師而著稱。也就在這時，他研製出MP18的後繼槍型MP28，利用比利時與瑞士的地理優勢研發了多種口徑以供外銷用途，並且以一定數量出售給南非、南美國家、日本、中華民國和西班牙。這（主要是在比利時生產）的衝鋒槍型號在以後的國民革命軍北伐、西班牙内战中也大量使用。
另一方面，一戰以後的德國國防軍對該衝鋒槍失去了興趣，甚至面對以後的奥地利MP34也沒有表現出任何興趣，儘管該衝鋒槍已經是當時更現代化的設計。1935年，德國廢除凡爾賽條約後，黑內爾公司開始生產該衝鋒槍的衍生型MP28/II。然而，它仍然並無大批量生產。只有新型彈匣插槽獲得採用，並且用以更新MP18/I的部件。國防軍的指揮部拒絕購入，因為當時在機槍的戰術使用和建造學說方面存在爭議。最後，赫內爾的競爭對手開發的其他更先進的槍型並獲得德意志國防軍採用。但其實1933年之後，MP28獲採用的機會也不低。MP28也少量被各個德國準軍事部隊所購入。以後，MP28成為納粹德國武装党卫队獲得了權力以後的制式衝鋒槍之一。二戰期間，MP 28/II也經常被執法機關所使用。該衝鋒槍也被德意志國防軍士兵以及武装党卫队與黨衛隊保安處的安全部隊在華沙猶太區起義時用以鎮壓犹太人。
1936年發生的西班牙内战中，MP28被納粹德國秘密派遣的志願兵團 “秃鹰军团”首度用於實戰中。MP28射速快、攜帶方便，主要以城市作戰為主，效果顯著。而西班牙亦因而被帶動，本土生產其MP 28/II或命名為Naranjero的衍生型，並在內戰期間為共和派所使用。原則上沒有特許生產證，儘管與原始型號效果一樣。但由於兩者都缺少了保險裝置而導致可能發生走火等事故，使用者操作時相當危險。共和黨在開始時並沒有很多的MP28/II，所以以後就開始了其量產計劃，特別是在萊萬特地區，這導致了著名的瓦倫西亞Naranjeros以及數量較小的Labora Catalanes的誕生。他們都成為了人民陣線與人民共和軍民兵所使用最著名的衝鋒槍。而納粹德國亦確信衝鋒槍的實戰有效性，從內戰後第二年計劃研發MP28衝鋒槍的後繼槍型，成果是在1938年研發出來的MP38並將其大批量生產。
1939年，MP28衍生出了一款型號，命名為FMP，作為遙控型衝鋒槍，並且在齊格菲防線（德語：Der Westwall，直譯：西牆）以上的地堡等防御工事中使用。自1939年以來製成的各槍都架設於該防線以上，但並未被應用於戰鬥當中。防線被突破、西牆被拆除以後，該遙控型衝鋒槍以後的命運至今仍然成謎。
當1940年西線戰役期間，德意志國防軍也佔領了比利時以後，它接管了比利時所大批量特許生產的MP28。可比利時赫斯塔爾的軍械工廠的生產線卻並無得到恢復。德意志國防軍將其繳獲的該衝鋒槍編號為MP740(b)（Maschinenpistole 740(b)）；儘管它與德國生產的武器完全相同。德國生產的MP28/II以及荷蘭和比利時生產的MP28/II都被德意志國防軍所採用，只是直到戰爭結束時以前，被繳獲的該衝鋒槍僅供當地佔領部隊以及警方和黨衛隊保安處所使用，而德軍前線部隊從不使用過被繳獲型。
1938年，黑內爾開始生產MP38以後，MP28/II的生產開始受到限制，最終於1940年1月結束。數個月後，在比利時對該槍型的生產也宣布結束。當進一步改進的MP40要大量生產時，由於前線武装党卫队與國防軍一樣，將其裝備更新為MP38／MP40，因此MP28也轉為裝備後防部隊，比如警察和佔領當地的治安維護部隊。在1945年二戰後期的柏林戰役當中，人民冲锋队使用MP18／28衝鋒槍，並與苏联红军進行最終而激烈的決戰。

## 概述
與MP18一樣，MP28衝鋒槍採用採用木材（槍托和槍身一體成型）和機器加工钢材所製成，以及自由槍機原理；適合後者的閉鎖系統的是魯格手槍使用的9×19毫米派拉貝魯姆口徑手槍子彈（9×19mm Parabellum）為能有效散熱採用開膛待機方式，槍機通過機匣右側的拉機柄拉到後方位置卡在拉機柄槽尾端的卡槽內實現保險。這樣的固定方式不夠保險，意外受到某種震動時拉機柄會從卡槽中脫出，導致槍機向前運動擊發槍彈發生走火。而且最醒目的特徵是槍管外圍由隔熱套筒所包裹，套筒上佈滿散熱孔，有利於連續射擊時的散熱。
只是，MP28提供了在當時比MP18新穎的功能，比如可在半自動（即單發）和全自動（即連發）之間進行切換的快慢機，而言正是MP18所沒有的功能。基於這種設計特點，扳機上方的快慢機，成為可以輕鬆地將MP28與其前型MP18區分開來的特徵。同時也改進了瞄準具，改進加工工藝以減少零部件。還有取消了為了使用容量32發、但結構複雜而相對脆弱的TM 08蝸牛型彈鼓而裝上、呈55°（與槍身軸線的夾角）的彈鼓供彈插槽，改回原定MP18衝鋒槍所採用的直型彈匣供彈（仍然水平橫插在槍身左側），減輕裝彈後的重量並且增加供彈具容量的選擇（20、25、32、50發）；但其所配用的彈匣為雙排單邊進出彈藥式，供彈口較窄，這對長管槍械而言卻降低了供彈的可靠性。隔熱套筒以上也裝有用以上刺刀的刺刀座。
MP28衝鋒槍有適用於主要的9×19公釐帕拉貝倫，以至7.63×25毫米毛瑟、7.65×21毫米魯格、9×23毫米伯格曼-貝亞德、9×25毫米毛瑟、.45 ACP（11.43×25毫米）等多種口徑彈藥的版本。
出口到國外的MP28與其原型MP18一併的影響了全世界。在第二次世界大戰之前，蘇聯參照MP28，研發出改進為彈鼓供彈的PPD-34/38/40 （彈鼓則是仿製自芬蘭索米M1931冲锋枪）。日本二戰時的百式衝鋒槍的研製受到MP28相當大的影響。二戰爆發後，以前一直將衝鋒槍視為「土匪兵器」而不屑去生產的英國也仿製了該衝鋒槍，並且命名為蘭切斯特衝鋒槍。

## MP28在中國
與MP18一樣，MP28衝鋒槍不但從外國進口中國，也在國內多家兵工厂生产，在當時衝鋒槍並不是被稱之為衝鋒槍，而是叫做手提機槍，並且擁有一個中國式的俗称：『手提花機關槍』，源于它可以如机关枪那般连发射击，以及枪管外套筒上很多散热孔。1920年代的中国，由于军阀内战而被实施军火禁运；所以伯格曼冲锋枪多从走私渠道引进。

## 使用國
- 阿根廷
- 玻利维亚
- 中華民國：被各地的兵工廠所仿製、並與原裝槍型一同被各地軍閥的突擊隊或近衛队所使用。
- 芬兰：1939年至1940年冬季战争期間，該國從不同的國家購入武器，以解決缺乏武器的問題。因此，MP28/II是從在兩個不同的國家購入：比利時171枝，而法國215枝。然而，後者在1940年仍然在法國，並被德意志國防軍繳獲。而“比利時”的訂單則得以在1940年春抵達並用於部隊。有趣的是，這批武器原為德國製造並且發射7.65×21毫米魯格彈，然後在比利時轉換口徑為9×19公釐帕拉貝倫彈以後才重新出口（因而大多數具有西班牙、小部份葡萄牙和德國毛瑟製刺刀）。在继续战争期間，這批武器被位於拉普蘭區的芬蘭部隊、國內前線部隊和一些補給部隊使用。1943年芬蘭軍隊開始配發這種衝鋒槍，每把武器只有兩排彈匣，這是發配給前線步兵的衝鋒槍彈匣數量中非常小的一種。此外，當時每枝武器所分配的裝備中還包括備用槍管。戰爭結束後的1951年時還有126枝，它們獲保留下來；直到1971年，100枝報廢的MP28/II被出售給收藏者；然後在1980年代中期，最後30枝被轉移到博物館和藏品館當中。[1]
- 德国
  - 德國警察
- 德意志國
  - 德意志國防軍
  - 人民冲锋队
  - 武装党卫队
  - 黨衛隊保安處
- 伊朗
- 摩洛哥
- 巴拉圭
- 罗马尼亚王国
  - 铁卫团：獲黨衛隊保安處提供大量MP28/II。[2]
- 佛朗哥西班牙
- 西班牙第二共和國
  - 人民陣線
  - 人民共和軍民兵

## 流行文化

### 电影
- 1980年—：由意大利軍士兵所使用。
- 1989年—：由卡齐姆（克沃爾克・加拉貝迪安飾演）用以企圖射殺安迪和施耐德。

### 電視剧
- 2003年—：由一名納粹武装党卫队士兵用以暗殺“國家的敵人”。

### 电子游戏
- 2016年—：2017年3月2日更新中加入，命名為「挖溝機」，但被分類為未來衝鋒槍而不是“經典”武器，彈匣載彈量32發（聯機模式）、25發（喪屍模式）、48發（聯機模式中使用延長彈匣）和37發（喪屍模式中使用延長彈匣），最初携彈量為32+64發（聯機模式），最高携彈量為32+192發（聯機模式）和25+225發（喪屍模式）。聯機模式及喪屍模式中都需要特定條件解鎖，並可使用延長彈匣；殭屍模式時有兩款衍生型，分別稱作「穆迪J28」和「Los Vantes」，載彈量分別35和50發，最高攜彈量分別35+315和50+450發。
- 2017年—：命名為「Waffe 28」，彈匣載彈量32發（預設）和48發（使用延長彈匣），最初携彈量為32+96發（聯機模式），最高携彈量為32+160發（戰役模式）和32+192發（聯機模式）。戰役模式中由德意志國防軍所使用。聯機模式時可使用消音器、透鏡式瞄準鏡、快速抽出握把、反射式瞄準鏡、前握把、穩定瞄準、全金屬披甲彈（英语：Full metal jacket bullet）、高級膛線、延長彈匣及射速增加；殭屍模式時有一款衍生型稱作「烙餅」，載彈量50發（預設）和75發（使用延長彈匣），最高攜彈量50+450發，具有更高傷害、延長彈匣和更多攜彈量。奇怪地使用延長彈匣時會變成以魯格手槍的TM 08蝸牛型彈鼓供彈，儘管仍然以垂直角度插槽供彈。
- 2018年—：命名為“MP28”，載彈量30發，在聯機模式中作為醫療兵解鎖武器登場。裝備該槍時玩家角色會以反手握持彈匣及彈匣插槽的方式使用。
- 2021年—《應徵入伍》：在德國（20發彈匣）與日本（五十發彈匣）科技樹上皆命名為MP28，為醫療兵或突擊兵使用。

## 資料來源
1. ↑  .   [2018-03-21]. （原始内容存档于2011-04-19）.
2. ↑  Mark Axworthy (1992). The Romanian Army of World War II. Osprey Publishing. p. 46. ISBN 1855321696.

- James H. Willbanks: Machine guns, ABC-CLIO, 2004, ISBN 978-1-85109-480-6 (online （页面存档备份，存于）)
- Chris Bishop: The Encyclopedia of Weapons of World War II, Sterling Publishing Company, Inc., 2002, ISBN 978-1-58663-762-0

## 外部連結
- （英文）—Modern Firearms—MP.28,II Schmeisser （页面存档备份，存于）
- （英文）—Small Arms Review: The MP28,II Successor of the MP18,I (.pdf)
- （繁體中文）—史上第一支實用的衝鋒槍-德國MP18.I衝鋒槍與改良型MP28.II